# Maiya Maneza
Maiya Salaharovna Maneza (in kazako Майя Салахаровна Манеза?; Tokmok, 1º novembre 1985) è una sollevatrice kazaka, vincitrice della medaglia d'oro a Londra 2012, poi revocata per doping, e due volte campione del mondo.

## Palmarès
- Mondiali

2009 - Goyang: oro nella categoria fino a 63 kg.
2010 - Adalia: oro nella categoria fino a 63 kg.
2011 - Parigi: argento nella categoria fino a 63 kg.
- Giochi asiatici

2010 - Canton: oro nella categoria fino a 63 kg.